# Rio Marmelos
O rio Marmelos ou rio dos Marmelos é um curso de água que banha o estado do Amazonas, no Brasil. Possui extensão de 510 quilômetros e é um afluente do Rio Madeira.